# Leena Krohn
Leena Elisabeth Krohn (Helsinki, 28 febbraio 1947) è una scrittrice finlandese.

## Biografia
Nata nel 1947 a Helsinki, vive e lavora a Pernå.
Dopo gli studi di psicologia, letteratura e filosofia all'Università di Helsinki, ha iniziato a scrivere raccolte di fiabe e racconti prima di passare a romanzi di maggior respiro trattando temi quali "..il rapporto tra tradizione e innovazione, città e campagna e prendendo come modelli Charles Baudelaire, Hans Christian Andersen", Kenneth Grahame, Lewis Carroll e alternando prosa e poesia, fatti realmente accaduti ad avvenimenti di pura invenzione.
Prolifica autrice fantasy e fantascientifica (sebbene la scrittrice rifiuti di essere circoscritta a tale genere), ha vinto numerosi riconoscimenti in patria il maggiore dei quali è stato il Premio Finlandia nel 1992 per Matemaattisia olioita tai jaettuja unia.
Esponente con Johanna Sinisalo del genere "Finnish Weird", le sue opere sono state tradotte in 12 lingue.

## Opere
- Vihreä vallankumous (1970)
- Tyttö joka kasvoi ja muita kertomuksia (1973)
- Viimeinen kesävieras. Kertomuksia ihmisten ilmoilta (1974)
- Lo stupore del pellicano (Ihmisen vaatteissa. Kertomus kaupungilta, 1976), Milano, Salani, 2011 traduzione di Delfina Sessa ISBN 978-88-6256-316-1.
- Kertomuksia (1976)
- Suomalainen Mignon. Runoja ja lauluja vuosilta 1965–1977 (1977)
- Näkki. Kertomus vesirajasta (1979)
- Metsänpeitto. Kertomus kadonneista (1980)
- Galleria (1982)
- Donna Quijote ja muita kaupunkilaisia. Muotokuva (1983)
- Sydänpuu (1984)
- Tainaron. Postia toisesta kaupungista (1985)
- Oofirin kultaa (1987)
- Rapina ja muita papereita (1989)
- Umbra. Silmäys paradoksien arkistoon (1990)
- Matemaattisia olioita tai jaettuja unia (1992)
- Todistajan katse (1992)
- Salaisuuksia (1992)
- Tribar (1993)
- Älä lue tätä kirjaa (1994)
- Ettei etäisyys ikävöisi (1995)
- Kynä ja kone (1996)
- Pereat mundus, Romaani, eräänlainen (1998)
- Sfinksi vai robotti. Filosofinen kuvakirja kaikenikäisille (1999)
- Mitä puut tekevät elokuussa (2000)
- Datura tai harha jonka jokainen näkee (2001)
- 3 sokeaa miestä ja 1 näkevä (2003)
- Dolcemorte (Unelmakuolema, 2004), Roma, Fazi, 2007 traduzione di Rosario Fina ISBN 978-88-7625-033-0.
- Mehiläispaviljonki (2006)
- Kotini on Riioraa (2008)
- Hotelli Sapiens (2013)
- Tainaron (2019)

## Premi e riconoscimenti
- Premio Finlandia: 1992 vincitrice con Matemaattisia olioita tai jaettuja unia
- Medaglia Pro Finlandia: 1997 (rifiutata[11])